# Liste der Pfarren im Dekanat Sarleinsbach
Das Dekanat Sarleinsbach ist ein Dekanat der römisch-katholischen Diözese Linz.

## Pfarren mit Kirchengebäuden und Kapellen
| Ort                                   | Pfarrverband | Patrozinium               | Kirchengebäude und Kapellen                                                | Bild                      |
| ------------------------------------- | ------------ | ------------------------- | -------------------------------------------------------------------------- | ------------------------- |
| Pfarrkirchen im Mühlkreis (Expositur) | Lembach      | Hl. Josef                 | Expositurkirche im Schloss Altenhof                                        | Expositurkirche Altenhof  |
| Hofkirchen im Mühlkreis               | Lembach      | Hl. Ulrich                | Pfarrkirche Hofkirchen im Mühlkreis Filialkirche Niederranna               | Pfarrkirche Hofkirchen    |
| Julbach                               | Sarleinsbach | Hl. Anna                  | Pfarrkirche Julbach Kapelle in Kriegwald                                   | Pfarrkirche Julbach       |
| Kollerschlag                          | Sarleinsbach | Hl. Josef                 | Pfarrkirche Kollerschlag                                                   | Pfarrkirche Kollerschlag  |
| Lembach                               | Lembach      | Hl. Margarita             | Pfarrkirche Lembach Mühlholzkapelle                                        | Pfarrkirche Lembach       |
| Neustift im Mühlkreis                 | Lembach      | Maria Rosenkranzkönigin   | Pfarrkirche Neustift im Mühlkreis                                          | Pfarrkirche Neustift      |
| Niederkappel                          | Lembach      | Hl. Andreas               | St. Andreas (Niederkappel)                                                 | Pfarrkirche Niederkappel  |
| Oberkappel                            | Lembach      | Hl. Ägidius               | Pfarrkirche Oberkappel                                                     | Pfarrkirche Oberkappel    |
| Peilstein                             | Sarleinsbach | Hll. Ägidius und Leonhard | Pfarrkirche Peilstein Egerholzkapelle                                      | Pfarrkirche Peilstein     |
| Pfarrkirchen im Mühlkreis             | Lembach      | Mariä Himmelfahrt         | Pfarrkirche Pfarrkirchen im Mühlkreis Lorettokapelle neben der Pfarrkirche | Pfarrkirche Pfarrkirchen  |
| Putzleinsdorf                         | Lembach      | Hl. Vitus                 | Pfarrkirche Putzleinsdorf Wallfahrtskirche Maria Bründl                    | Pfarrkirche Putzleinsdorf |
| Rannariedl                            | Lembach      | Mariä Himmelfahrt         | Pfarrkirche Rannariedl Schlosskirche beim Schloss Rannariedl               | Pfarrkirche Pühret        |
| Sarleinsbach                          | Sarleinsbach | Hl. Petrus                | Pfarrkirche Sarleinsbach Kapelle im Schloss Sprinzenstein                  | Pfarrkirche Sarleinsbach  |

## Dekanat Sarleinsbach
Das Dekanat umfasst zwölf Pfarren und eine Expositur.